# 愛情守則
《愛情守則》（英語："New Rules"）是英國歌手杜娃·黎波演唱的一首歌曲，出自其2017年首張同名專輯。這首歌曲由卡羅琳·愛林、埃米莉·華倫和伊恩·柯克派屈克創作，並由柯克派屈克製作。這首歌曲于2017年7月21日作爲專輯的第6支單曲發行至英國的當代流行电台，並于2017年8月22日以相同形式發行至美國。
《愛情守則》是一首以鼓和號為樂器編成的熱帶浩室、EDM和電子流行歌曲。歌詞是關於黎波列出一系列忘記前男友的守則。歌曲獲得了主流樂評的廣泛好評，大部分樂評人將其貼上分手和女權主義聖歌的標籤。歌曲在英國、荷蘭、比利時（法蘭德斯）、愛爾蘭、以色列和羅馬尼亞奪得榜首，而在澳洲、加拿大、芬蘭、德國、意大利、紐西蘭、挪威和瑞典等國家進入了前十名。
《愛情守則》的音樂錄影帶由亨利·斯科菲尔德執導，並于2017年7月7日首映于黎波的YouTube賬戶。影片展示了黎波和朋友身處在酒店房間中並不斷阻止她回到前男友的身邊。這部錄影帶獲得了許多樂評人的關注，評論稱讚了其關於女權主義的主題。歌曲的商業成功有部分歸功於該音樂錄影帶的流行程度。黎波曾在俄羅斯的歐羅巴加現場演唱會和英國的格拉斯顿伯里当代表演艺术节演唱《愛情守則》。

## 背景和詞曲

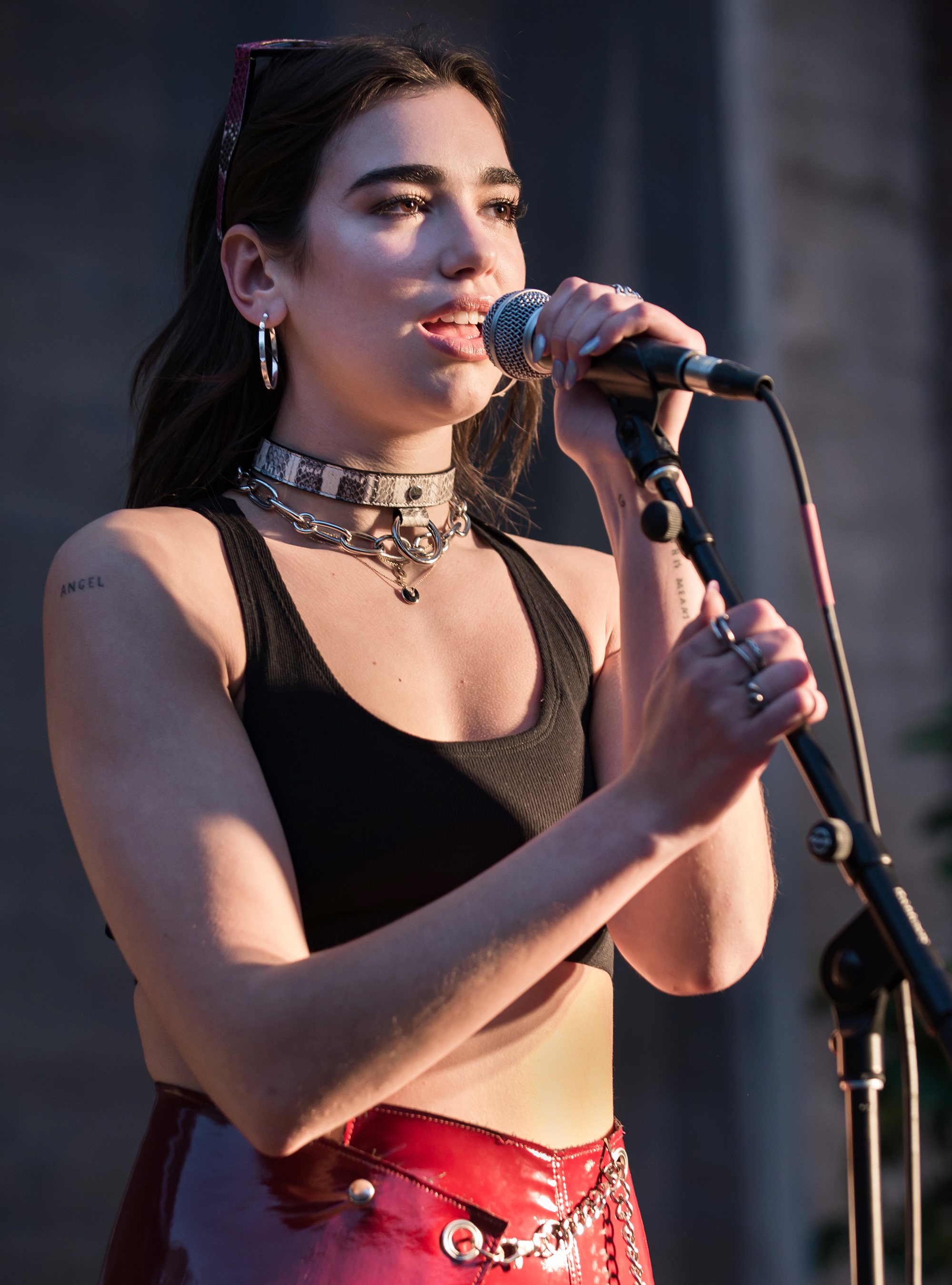
杜娃·黎波于2017年演出

《愛情守則》由卡羅琳·愛林、埃米莉·華倫和歌曲製作人伊恩·柯克派屈克創作，收錄在杜娃·黎波2017年的首張同名專輯。黎波花費了三年完成了專輯的創作，她認爲，在這一長段時間里，她可以不斷地創作和錄製歌曲，直到她感覺可以從中選出非常可觀的量放進專輯中。當問起華倫跟像黎波和諾雅·希拉這些年輕歌手合作的情況時，其回答她們都是「成熟穩重的人」，而她則是幫助她們去表達出她們想說的話。華倫說：「在這些情況中，她們都能很舒服地講述她們的故事（……）（這些歌曲）因爲來自她們的故事，所以最終讓這些歌手同樣如此真實。」歌曲由柯克派屈克策劃和編制、由克里斯·蓋林格製作母帶並由喬希·古德温混音。當談及這首歌曲時，黎波解釋說：「《愛情守則》與專輯中大部分歌曲有些不同。我想要它感覺非常新穎（……）這是一首我希望我與某人分手時就已經有的分手歌曲」以及「它是關於要跟對你不好的人保持距離。我設置一些守則所以（我）不會再回到那人身邊。」《愛情守則》于2017年7月21日作爲專輯的第6支單曲發行至英國的當代流行电台。其於2017年8月22日以相同形式發行至美國。三天后，由澳洲DJ艾莉森·汪達蘭德重混的一個版本發行至iTunes。
《愛情守則》是一首有雷鬼舞廳元素的熱帶浩室、EDM和電子流行歌曲，並以鼓和號為樂器編成。根據法貝爾音樂旗下Musicnotes.com出版的電子琴譜顯示，《愛情守則》以A小調創作，為每分鐘116拍。黎波演唱這首歌曲的音域在低音A3到高音E5之間。歌曲歌詞是關於歌手設定了一系列的守則來防止自己再次回到前男友身邊。這些守則是「第一：不要接起電話，你知道他只會在喝醉和寂寞時才打來找你/第二：別讓他進來，你要將他再次踢出家門/第三：不要成爲他的朋友，你知道早上時你又會在他的床上醒來。」黎波在接受全國公共廣播電台訪問時承認「我不一定會遵守這些非必然的守則。然而我認爲這些規則對於告訴你自己、告訴你朋友這些是重要的……這是爲什麽人會分手，也可能同時是你不應該復合的原因。」華倫透過網站Genius歌詞中的注解來解釋歌曲其實是對於一些從分手陰霾走出來的人的一個自我提醒，不要屈服于一時的誘惑，因爲「對於長期來説這并非好事」。

## 樂評
《愛情守則》獲得了主流樂評的廣泛好評。AllMusic的尼爾·Z·楊稱其為是一首「受到浩室影響的亮點（歌曲）」，其中黎波提出了「一個警示清單」。《Clash》的專欄作家亞歷克斯·格林認爲像《愛情守則》這樣的歌曲證明了「究竟爲什麽樂評人（在去年）就看好黎波。」The Cut的戴娜·埃文斯為其貼上「分手聖歌」的標籤，而《告示牌》的梅琳達·紐曼認爲它是一首「女權主義聖歌」。《海峽時報》的安賈利·拉古拉姆還稱這首歌曲是一首「分手聖歌」，有著「令人入迷、以號聲做裝點的流行音調」，並補充道：「這首歌曲與其嫺熟的製作和傑出的聲綫流露出了自信和態度。」musicOMH的本·霍格伍德認爲這首歌有著「自信和完全女性力量」的主題，並感覺這比《耳目一新》更令人心悅誠服。節拍媒體的瑞恩·科爾評價歌曲的歌詞，並認爲其製作在整張專輯中有著「最為獨特的元素」。
The Edge的詹姆士·貝克寫道「《愛情守則》那極快的合成聲」使得《杜娃·黎波》開始「歡快起來」。Renowned for Sound的瑞秋·斯斯布魯克認爲「《愛情守則》和《乞求》肯定確保那輕快的旋律能一直持續到黎波歌曲的最後時刻，但是派對剛開始專輯就可能快結束了」。貝貝音樂的拉里薩·保羅覺得它是一首「絕對令人讚嘆」和「不朽的歌曲」。西班牙網站Jenesaispop的塞巴斯·E·阿隆索在評論整張專輯時，認爲《愛情守則》受到了1990年代音樂的影響。阿隆索同時將其列爲「2017年最佳歌曲」，並稱其為「夏日熱門歌曲」。《衛報》的漢娜·J·戴維斯認爲這首歌曲「注入了EDM和熱帶浩室之風格，但聽起來並沒有像是故意在趕潮流」，而同一出版物的路克·霍蘭稱其為這一週他推薦的歌曲並讚賞了歌詞内容，可是他之後說道「泡泡糖流行歌現在就只有這樣了」。在更多的負面評價中，《DIY》的阿利姆·克赫拉吉認爲它「是一首平淡且只有少許熱帶風味的平權歌曲，而且聽起來十分過時」。《時代》的賴莎·布魯納將其挑選為2017年最佳歌曲，並寫道「《愛情守則》創作的如此好是因爲它既時尚又層次分明：作爲充滿女孩權力的逃避主義幻想來説，這無疑是巨大成功，但是作爲一個來推翻現狀的振奮呼聲，它更上一層樓」。《娛樂週刊》、《君子》和《紐約時報》也同樣將這首歌曲列入2017年最佳歌曲的名單中。

### 年終排名
| 刊物           | 排名   | 來源   |
| -------------- | ------ | ------ |
| 《娛樂週刊》   | 29     | [ 35 ] |
| 《君子》       | 不適用 | [ 36 ] |
| 《衛報》       | 不適用 | [ 37 ] |
| 《調節器》     | 82     | [ 38 ] |
| 《紐約時報》   | 不適用 | [ 39 ] |
| 《新音樂快遞》 | 13     | [ 40 ] |
| 《Noisey》     | 34     | [ 41 ] |
| 《Spin》       | 97     | [ 42 ] |
| 《時代》       | 1      | [ 43 ] |

## 商業成績
歌曲的商業成功有部分歸功於該音樂錄影帶的流行程度。在英國，《愛情守則》于2017年7月14日空降英國單曲榜第75名。歌曲于8月4日升上第9名，成爲繼《別撒謊》和《孓然一人》后第三首前十名歌曲。兩周后，其升上榜首位置，成爲黎波第一首英國冠軍歌曲。在這樣做的時候，《愛情守則》也成爲從愛黛兒2015年歌曲《你好》之後，近兩年第一支在英國奪冠的女藝人歌曲。次周，歌曲依舊保持冠軍位置，並于2017年9月15日被英国唱片业协会認證為金唱片。在愛爾蘭，歌曲在單曲榜榜首維持了八個非連續周。在荷蘭，歌曲于2017年9月16日在荷兰40强单曲和百强單曲榜奪得冠軍。這首歌曲在比利時法蘭德斯取得榜首，成爲繼《孓然一人》于2016年3月取得榜首后第二首冠軍歌曲。《愛情守則》進一步在芬蘭、德國、挪威和瑞典取得了前十名的位置。
在美國，《愛情守則》在榜外單曲榜兩周后，以第90名的排位亮相《告示牌》百强單曲榜，成爲繼《耳目一新》和與荷蘭DJ馬汀·蓋瑞克斯合作的2017年歌曲《害怕寂寞》之後第三首進入該榜單的歌曲。歌曲最高得到第6名，為黎波在美國第一首前10名歌曲。其還成爲黎波第三首舞曲夜店歌曲榜冠軍歌曲。《愛情守則》在大洋洲獲得商業成功。歌曲于2017年7月29日空降澳洲唱片業協會單曲榜第46名。在該榜單待了九周后，歌曲升上第2名。歌曲于2017年8月7日空降紐西蘭40強單曲榜第26名。《愛情守則》于9月11日取得第3名的位置。歌曲以30,000份銷量獲得了紐西蘭唱片音樂協會白金唱片認證。

## 音樂錄影帶

### 背景
《愛情守則》的音樂錄影帶由亨利·斯科菲爾德執導，他還曾拍攝黎波上一首歌曲《愛的光芒》的錄影帶。她為了討論對於影片的想法，邀請斯科菲爾德在倫敦喝茶。黎波儲存了一張照片作爲「參考點」，照片是1980年代廣告中模特娜歐蜜·坎貝兒依靠在另一位模特的背上，她解釋道：「我很愛女孩們像這樣子互相照顧對方的這個想法，互相守護，那種謙遜的感覺，那種充滿力量的感覺。」黎波還有一個想法是將一群紅鶴放進影片中，她認爲它們很好的代表了女性友誼。導演打給德蕾莎·巴塞羅設計一套舞蹈動作並要將「親密無間和權利的敘述」帶入其中。巴塞羅還在策劃舞蹈時以紅鶴的動作為靈感。超過200個女性為影片試鏡，最終有八個獲選。
音樂錄影帶于2017年6月拍攝，並在邁阿密海灘的知己酒店取景，該酒店為凱悅無極限連鎖品牌的一部分。凱悅國際品牌的副總統桑德拉·米采克認爲黎波和酒店之間的這場合作對她來説是合理的，因爲「（知己酒店的）靈感和名字是來自于要做一個值得信任的朋友的觀念」。關於拍攝，斯科菲爾德回應道攝影機在舞蹈過程中相當接近，以便能拍攝出更多持續的單鏡。黎波在接受全國公共廣播電台采訪時表示：「我想要在這部影片中傳達出女性在形勢中互相支持、互相幫助和互相照顧的那種團結和親密無間。」音樂錄影帶于2017年7月7日首映于黎波的Youtube賬戶。在其之後，凱悅發行了兩部拍攝的幕後花絮短片。

### 概要

《愛情守則》音樂錄影帶中黎波（最左邊）和她的熒幕朋友。這些女生在睡衣派對場景中互相依靠著。這一幕被讚賞其女權主義和友情的主題。

錄影帶一開始展示了知己酒店的外景和兩隻紅鶴。在下一個鏡頭，並在歌曲的環境中，黎波躺在床上，想著應該給她前男友第二次機會，而她的朋友則在其旁邊。當這首歌開始時，黎波朝向電話並想接起男友的來電，但是遭到其中一個朋友制止。接著，她不斷接受著朋友的建議，但是打算逃向大廳。在那裏，她們表演了舞蹈，並返回房間内。下一個鏡頭，那些女生們有一場睡衣派對，她們互相為對方梳頭髮和塗口紅。她們接著換了衣服並走向泳池，在那裏她們走在水面上。
在歌曲的橋段部分之後，其中一個女生正打算與其前男友複合，但遭到黎波阻止，並給她一些在影片開始時所收穫的建議。接著，這群女生在泳池前表演舞蹈，其中她們「在一個牢不可破、以手臂搭出的環形中彼此靠近」。這是黎波和斯科菲爾德最喜歡的一幕，而後者説道：「這概括了我整個故事。觀衆在熒幕外面，但是那場舞蹈將你拉入她們其中，並讓你也成爲這場的關係的一份子。」影片最後女生們站在泳池前，而攝影機翻轉並展示了一群紅鶴站在同樣的位置。

### 反響
《愛情守則》的音樂錄影帶獲得了樂評界的廣泛好評，評論讚賞其關於女權主義的主題。截至2017年10月，錄影帶在Youtube已收穫超過4億8千萬的觀看次數。它的發行同時讓黎波空降《告示牌》的「社群50強」第26名。Refinery29的阿莉扎·阿巴伯內爾對錄影帶評論道：「《愛情守則》，和它那全部史詩般的裝束，都完美地概括了女性友情的喜悅－以及一起裝扮的快樂。」《紙》的克萊爾·瓦倫廷將其標籤為黎波「目前最為强有力的錄影帶」。《Nylon》的哈菲萨·纳泽姆稱其為「一個充滿權利的影片」，而《新政治家》的專欄作家安娜·里斯凱維克斯稱其為一部「色彩繽紛和極其有舞感的錄影帶」，同時認爲它是于2017年6月發行的錄影帶之中最棒的影片之一。The Loop的阿萊西亞·斯卡帕蒂奇讚揚了影片的自强、多樣化和友情的主題，並補充道它「絕對值得它所擁有的所有積極關注」。《廣告周刊》的T·L·斯坦利指出在影片情節中，那些女性「站在一起，反映出現時在流行文化和娛樂的趨勢顯示出了女性是互相支持的（「catfights」早就是過去式）。」
音樂錄影帶同時收穫了一些藝人透過他們的推特賬戶所給出的正面回應，例如蘿兒、酷娃恰莉和泰根與莎拉。2017年7月12日，黎波感謝粉絲對於影片的流行度的貢獻，並建議他們當上載歌曲的翻唱時可以加入主題標籤#DUASNEWRULES，以便可以加入匯集影片中。翌日，導演傑克·威森上載了一部音樂錄影帶的同性戀戲仿版本，並加入了主題標籤，這引起了一些博客和黎波的注意。2017年8月4日，黎波上載了一部包含了歌曲的翻唱和戲仿以及錄影帶内容的匯集影片到其Youtube賬戶。《調節器》的歐文·邁爾斯讚揚了影片女權主義的主題，並接著評論其對於黎波演唱事業的重要性，他説道：「《愛情守則》的發行給了黎波一些她直到以前都不能實現的：信譽。她經常在訪問中談及她對於女權主義的信仰，以及她參與其音樂的各個方面而感到自豪。」

## 曲目列表
| 數位下載 - 原聲版 | 數位下載 - 原聲版  | 數位下載 - 原聲版 |
| 曲序              | 曲目               | 时长              |
| ----------------- | ------------------ | ----------------- |
| 1.                | 愛情守則（原聲版） | 3:33              |

| 數位下載 – Initial Talk Remix | 數位下載 – Initial Talk Remix  | 數位下載 – Initial Talk Remix |
| 曲序                          | 曲目                           | 时长                          |
| ----------------------------- | ------------------------------ | ----------------------------- |
| 1.                            | 愛情守則（Initial Talk Remix） | 3:44                          |

| 數位下載 — 重混EP | 數位下載 — 重混EP                   | 數位下載 — 重混EP |
| 曲序              | 曲目                                | 时长              |
| ----------------- | ----------------------------------- | ----------------- |
| 1.                | 愛情守則（Kream Remix）             | 4:40              |
| 2.                | 愛情守則（Freedo Remix）            | 3:33              |
| 3.                | 愛情守則（SG Lewis Remix）          | 4:13              |
| 4.                | 愛情守則（MRK Club Mix）            | 4:44              |
| 5.                | 愛情守則（Alison Wonderland Remix） | 4:23              |

| CD單曲 | CD單曲             | CD單曲 |
| 曲序   | 曲目               | 时长   |
| ------ | ------------------ | ------ |
| 1.     | 愛情守則           | 3:29   |
| 2.     | 愛情守則（原聲版） | 3:33   |

## 參與人員
名單摘自《杜娃·黎波》內頁。
- 杜娃·黎波—歌唱
- 埃米莉·華倫（英语：Emily Warren (songwriter)）—詞曲創作
- 卡羅琳·愛林—詞曲創作
- 伊恩·柯克派屈克（英语：Ian Kirkpatrick (record producer)）—籌劃、製作、編制
- 克里斯·蓋林格（英语：Chris Gehringer）—母帶製作
- 喬希·古德温—混音

## 榜單表現
| 排行榜（2017年）                     | 最高 排名 |
| ------------------------------------ | --------- |
| 阿根廷（拉美監控英語榜）             | 9         |
| 澳大利亚（澳大利亚唱片业协会單曲榜） | 2         |
| 奥地利（Ö3四十强单曲榜）             | 11        |
| 比利时佛兰德（Ultratop五十强单曲榜） | 1         |
| 比利时瓦隆（Ultratop五十强单曲榜）   | 4         |
| 巴西（巴西百强電台單曲榜）           | 15        |
| 加拿大（Canadian Hot 100）           | 7         |
| 哥倫比亞（國際報告）                 | 34        |
| 克羅埃西亞（克羅埃西亞廣播電視）     | 3         |
| 捷克（電台百強單曲榜）               | 31        |
| 捷克（百強數位單曲榜）               | 6         |
| 丹麥（Tracklisten）                  | 14        |
| 歐洲（《告示牌》數位歌曲榜）         | 3         |
| 芬兰（芬蘭官方單曲榜）               | 5         |
| 法國（法國唱片出版業公會榜）         | 43        |
| 德国（德國官方單曲榜）               | 9         |
| 匈牙利（四十强电台榜）               | 1         |
| 匈牙利（四十強單曲榜）               | 8         |
| 匈牙利（四十強串流榜）               | 2         |
| 愛爾蘭（愛爾蘭唱片協會榜）           | 1         |
| 以色列（媒体森林电台榜）             | 1         |
| 意大利（義大利音樂產業聯盟榜）       | 8         |
| 拉脫維亞（拉脫維亞四十強單曲榜）     | 1         |
| 馬來西亞（馬來西亞唱片業協會榜）     | 3         |
| 墨西哥（《告示牌》英語電台单曲榜）   | 3         |
| 墨西哥（拉美監控英語榜）             | 6         |
| 荷兰（荷蘭四十強單曲榜）             | 1         |
| 荷兰（百强单曲榜）                   | 1         |
| 紐西蘭（紐西蘭唱片音樂協會）         | 3         |
| 挪威（世界之路榜單）                 | 5         |
| 巴拿馬（拉美監控英語榜）             | 8         |
| 秘魯（拉美監控）                     | 17        |
| 菲律賓（菲律賓百强單曲榜）           | 6         |
| 波蘭（波蘭百大電台榜）               | 5         |
| 葡萄牙（葡萄牙唱片業協會单曲榜）     | 3         |
| 羅馬尼亞（百强电台單曲榜）           | 1         |
| 羅馬尼亞（媒體森林）                 | 1         |
| 俄羅斯（Tophit電台單曲榜）           | 6         |
| 蘇格蘭（官方榜单公司單曲榜）         | 2         |
| 斯洛伐克（電台百強單曲榜）           | 51        |
| 斯洛伐克（百強數位單曲榜）           | 6         |
| 斯洛維尼亞（斯洛維尼亞五十強榜單）   | 8         |
| 西班牙（PROMUSICAE）                 | 12        |
| 瑞典（瑞典最熱榜）                   | 7         |
| 瑞士（瑞士热门音乐榜）               | 11        |
| 英國（官方榜单公司單曲榜）           | 1         |
| 烏克蘭（Tophit電台單曲榜）           | 100       |
| 美国（《告示牌》百大單曲榜）         | 14        |
| 美國（《告示牌》Adult Pop Airplay）  | 18        |
| 美國（《告示牌》Dance Club Songs）   | 1         |
| 美國（《告示牌》Pop Airplay）        | 8         |
| 委內瑞拉（唱片報告英語榜）           | 5         |

| 排行榜（2017年）                 | 排名 |
| -------------------------------- | ---- |
| 比利時法蘭德斯（Ultratop）       | 17   |
| 比利時瓦隆尼亞（Ultratop）       | 67   |
| 加拿大（加拿大百強單曲榜）       | 64   |
| 加拿大（百強單曲榜）             | 18   |
| 紐西蘭（紐西蘭唱片音樂協會）     | 17   |
| 美國（《告示牌》舞曲夜店歌曲榜） | 9    |

## 銷量認證
| 地區                                                       | 认证    | 认证单位/销量 |
| ---------------------------------------------------------- | ------- | ------------- |
| 澳大利亚（澳大利亚唱片业协会）                             | 2× 白金 | 140,000‡      |
| 比利时（比利時唱片音樂協會）                               | 白金    | 30,000‡       |
| 加拿大（加拿大音乐协会）                                   | 白金    | 0‡            |
| 丹麦（國際唱片業協會丹麥分會）                             | 金      | 30,000‡       |
| 法国（法國唱片出版業公會）                                 | 金      | 75,000‡       |
| 德国（聯邦音樂產業協會）                                   | 金      | 200,000‡      |
| 意大利（意大利音乐产业联盟）                               | 白金    | 50,000‡       |
| 新西兰（新西兰唱片音乐协会）                               | 白金    | 30,000‡       |
| 西班牙（西班牙音樂製作協會）                               | 白金    | 40,000*       |
| 瑞典（瑞典唱片業協會）                                     | 2× 白金 | 80,000‡       |
| 英国（英国唱片业协会）                                     | 白金    | 600,000‡      |
| 美国（美國唱片業協會）                                     | 金      | 100,815       |
| *僅含認證的實際銷量 ^僅含認證的出貨量 ‡僅含認證的+實際銷量 |         |               |

## 發行歷史
| 國家   | 日期           | 形式                                | 廠牌     | 參考資料 |
| ------ | -------------- | ----------------------------------- | -------- | -------- |
| 英國   | 2017年7月21日  | 當代流行电台                        | 華納音樂 | [ 9 ]    |
| 意大利 | 2017年7月28日  | 當代流行电台                        | 華納音樂 | [ 144 ]  |
| 美國   | 2017年8月21日  | 成人當代主流电台                    | 華納兄弟 | [ 145 ]  |
| 美國   | 2017年8月22日  | 當代流行电台                        | 華納兄弟 | [ 11 ]   |
| 全球   | 2017年8月25日  | 數位下載（Alison Wonderland remix） | 華納音樂 | [ 12 ]   |
| 全球   | 2017年10月20日 | 數位下載（原聲版本）                | 華納音樂 | [ 81 ]   |
| 全球   | 2017年11月3日  | 數位下載（重混EP）                  | 華納音樂 | [ 83 ]   |
| 全球   | 2017年11月23日 | 數位下載（Initial Talk Remix）      | 華納音樂 | [ 82 ]   |

## 外部連結
- YouTube上的《愛情守則》